# Castillo de popa

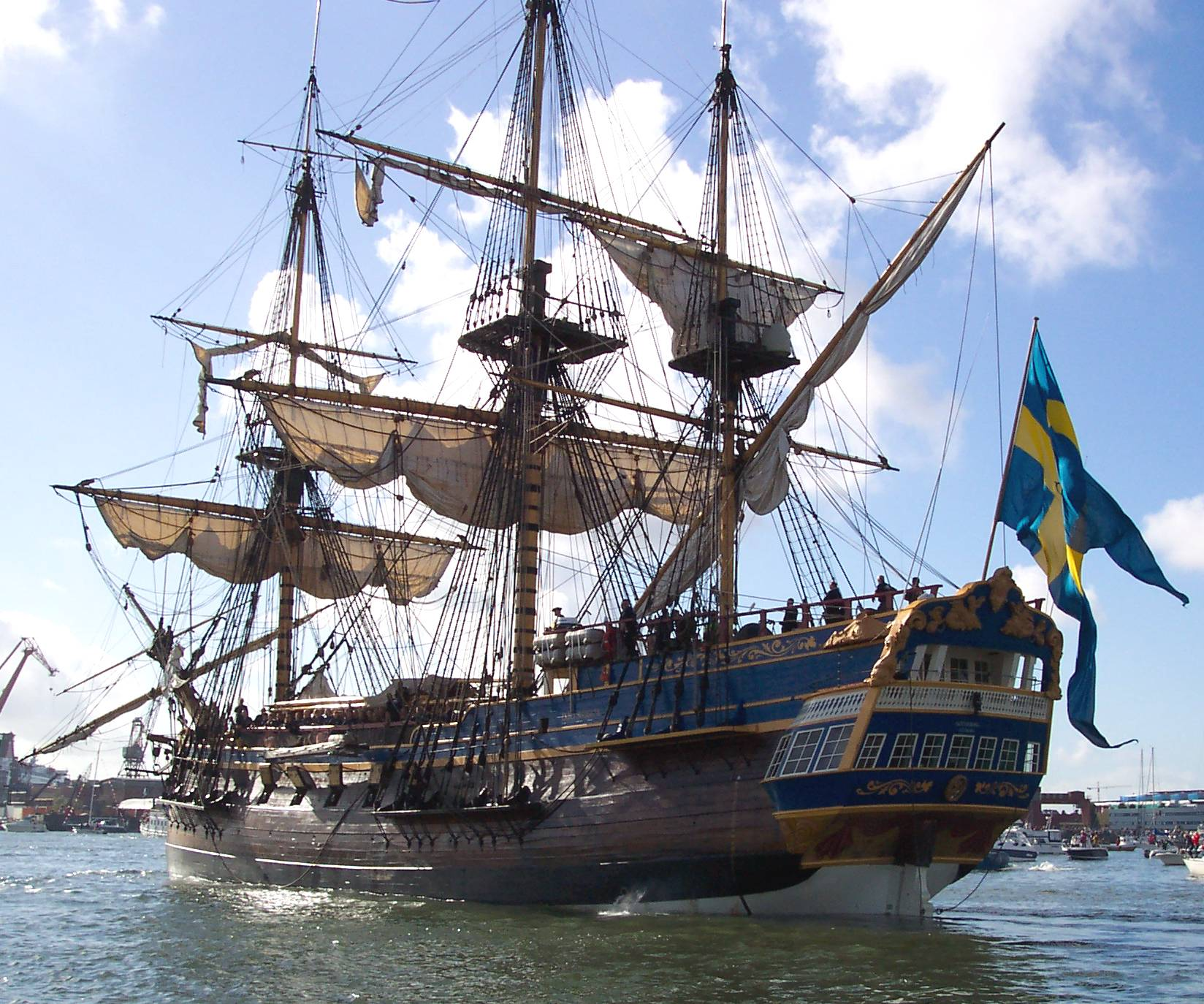
En esta réplica de un navío sueco de mediados del, el Götheborg, puede distinguirse, pintado de azul, el costado de babor correspondiente al castillo de popa del buque.

En náutica, el castillo de popa a la parte de la superestructura de un barco que se eleva sobre la cubierta principal en el extremo de popa.

## Descripción
Las cubiertas situadas sobre el castillo de popa constituyen el techo de las cabinas y camarotes de la popa, donde suelen hospedarse los oficiales militares o los civiles de rango elevado. A la cubierta más baja del castillo (la más inmediatamente superior a la cubierta principal) se la denomina alcázar. La cubierta siguiente, en general la más elevada del buque, sobre todo en los buques y veleros antiguos, se la denomina la toldilla. En el caso de haber cubiertas aún superiores, caso ya prácticamente inexistente a partir del siglo XVIII, se las denomina alcazarillos.

## En la actualidad
En la actualidad se ha dejado de usar el término castillo de popa para utilizar en ocasiones el término «toldilla» pero sobre todo, y en general, el término «alcázar».